# بخش لودون (کارول کانتی، اوهایو)
بخش لودون (به انگلیسی: Loudon Township) یک منطقهٔ مسکونی در ایالات متحده آمریکا است که در شهرستان کرول، اوهایو واقع شده‌است.
 بخش لودون ۶۵٫۵ کیلومتر مربع مساحت و ۱٬۰۰۹ نفر جمعیت دارد و ۳۵۸ متر بالاتر از سطح دریا واقع شده‌است.